# Rudolf Suchánek (politik)
Rudolf Suchánek (2. listopadu 1920 Dolní Heřmanice – 20. května 1996 Brno) byl československý politik. V letech 1980–1983 byl primátorem Brna.

## Biografie
Absolvoval Reformní reálné gymnasium ve Velkém Meziříčí, v roce 1948 vystudoval v Brně Právnickou fakultu Masarykovy univerzity. V 60. letech studoval také na Vysoké škole ekonomické v Praze, kde roku 1969 obhájil disertační práci.
Ve 40. letech pracoval na poštách ve Velkém Meziříčí a v Brně jako dělník a úředník, poté, do poloviny 50. let, v podniku Domácí potřeby Brno coby vedoucí plánovacího oddělení. Od roku 1956 působil jako vedoucí oddělení na Jihomoravském krajském národním výboru v Brně, mezi lety 1972 a 1976 byl ředitelem obchodního odboru na Ministerstvu zahraničního obchodu ČSSR. Od roku 1976 byl prvním náměstkem brněnského primátora Františka Chabičovského, kterého ve funkci v roce 1980 vystřídal. Primátorem byl do roku 1983.
Podílel se na zpracování a prosazení Usnesení vlády ČSR č. 96 ke zprávě o řešení vybraných problémů města Brna, které napomáhalo řešení havarijní situace v Brně na některých úsecích. Šlo mj. o obnovu všech energetických sítí, vypracování územního plánu do roku 2000 a zajištění koncentrace stavebních kapacit z okresů do města Brna a vládní dotaci nad běžný rozpočet 250 milionů korun ročně.
Je pohřben na hřbitově v Brně-Žebětíně.